# Revelations: Persona
Revelations: Persona, i Japan känt som Megami Ibunroku Persona (女神異聞録ペルソナ Megami Ibunroku Perusona?, "Gudinneuppenbarelserna: Persona") är ett datorrollspel som utvecklades och gavs ut av Atlus. Spelet är den första delen i spelserien Shin Megami Tensei: Persona, som i sin tur är en del av mediafranchisen Megami Tensei, och det första rollspelet i serien som gavs ut i västvärlden. Det gavs först ut år 1996 till Playstation i Japan och Nordamerika, och porterades år 1999 till Microsoft Windows. En Playstation Portable-version, Shin Megami Tensei: Persona (Persona (ペルソナ Perusona?) i Japan), släpptes år 2009 i Japan och Nordamerika och 2010 i Europa. Den här versionen innehåller nya cutscenes och en omgjord lokalisering.
Berättelsen följer en grupp high school-studenter som upplever en rad övernaturliga händelser. Efter att ha lekt en lek genom vilken de hoppas kunna se in i framtiden får de förmågan att frammana personae, de flera själven inom dem. Gruppen använder kraften med vägledning av Philemon, en varelse som representerar mänsklighetens undermedvetna, och slåss mot flera krafter som hotar världen. Spelupplägget involverar att figurerna utforskar olika miljöer i deras stad och slåss mot fiender med sina personae. Under spelets gång kan spelaren skapa nya personae med hjälp av kort som fås antingen i strider eller när figurerna talar med fiender.
Spelets utveckling påbörjades efter att Shin Megami Tensei if... hade givits ut, med avsikten att skapa en serie kring den uppskattade high school-miljön från if.... Flera personer som hade arbetat på tidigare Megami Tensei-spel var involverade i utvecklingen, däribland figurdesignern Kazuma Kaneko och regissören Cozy Okada. Flera aspekter av spelets berättelse, inklusive konceptet med personae och figuren Philemon, hämtades från jungiansk psykologi, medan Kanekos figurdesign baserades på Atlus-personal, kända personer och fiktiva figurer. Spelet har till stor del uppskattats av kritiker; de flesta av dem gillade hur spelet tog sig an rollspelsgenren, medan dess lokalisering och sättet spelaren förflyttar sig på har kritiserats. De flesta aspekter som uppskattades i Playstation-versionen uppskattades även i Playstation Portable-versionen; dess lokalisering uppskattades också, men dess spelmekanik och grafik kritiserades för att vara föråldrade.

## Spelupplägg
Revelations: Persona är ett datorrollspel i vilket spelaren styr en grupp high school-studenter. Spelaren tar sig fram på olika sätt beroende på vilket område i spelet de befinner sig i: navigation kring studenternas hemstad ses från ovan; utomhusområden och platser där berättelsesekvenser utspelar sig ses från ett isometriskt perspektiv; och spelets dungeons - labyrintiska områden - och byggnader navigeras i ett förstapersonsperspektiv. I det övre högra hörnet på skärmen syns en ikon som visar den nuvarande månfasen i spelvärlden. Detta visar hur tiden förflyter i spelet, och påverkar fientliga demoners humör och beteende. Strider startar dels på grund av händelser i spelets berättelse, och dels slumpmässigt efter hand som spelaren utforskar spelvärlden. Om spelaren anfaller en fiende bakifrån ges spelarens trupp möjligheten att använda attacker utan att det kostar dem magipoäng eller hälsopoäng.
Strider äger rum på en rutnätsbaserad arena, där figurer och fiender rör sig efter deras position på rutnätet. Spelaren kan under strider välja mellan fyra kommandon: "Attack" (för att slåss mot fiender), "Contact" (för att kommunicera med fiender), "Analyze" (för att undersöka en fiendes styrkor och svagheter) och "Form" (för att flytta runt figurerna på rutnätet). Det som figurerna främst använder för att slåss är deras personae - väsen som frammanas och som använder magi för att antingen hela spelarens trupp eller för att skada fiender. Varje personae har tillgång till upp till åtta olika förmågor, och varje figur har möjligheten att byta ut sin personae varje gång det är deras tur i striderna. Personae får erfarenhetspoäng och tillgång till nya förmågor om spelaren använder dem under en längre tid. Figurer och personae får olika mycket erfarenhetspoäng beroende på hur ofta spelaren använder dem. Utöver användning av personae kan alla figurer också använda vapen och föremål, samt försöka tala med demoner.
Samtal med demoner förflyter olika beroende på demonens personlighet. Spelaren kan få fram fyra olika typer av känslomässiga svar från demoner: ilska, rädsla, glädje och intresse. Om samma känsla fås fram tre gånger under samma konversation kommer demonen att göra något: en arg demon kommer att attackera spelarens trupp; en rädd demon kommer att fly; en glad demon kommer att ge spelaren ett föremål; och en intresserad demon kommer antingen att lämna striden, ge spelaren ett föremål, eller ge spelaren ett tarotkort. Genom att besöka figuren Igor i en plats som kallas Velvet Room kan spelaren frammana personae, eller använda tarotkort och föremål för att skapa nya personae.

## Handling

### Miljö och figurer
Spelet utspelar sig i Japan år 1996 i staden Mikage-cho. Huvudfigurerna studerar på St. Hermelin High i Mikage, och har Saeko Takami som lärare. I staden finns även den lokala avdelningen av företaget SEBEC (Saeki Electronics & Biological & Energy Corporation). Huvudpersonerna har alla förmågan att frammana personae, vilket i spelets manual beskrivs som "kraften från deras dolda själv". Förmågan att frammana personae ges till dem av Philemon, ett väsen från det kollektiva omedvetna, som fungerar som gruppens andliga vägledare. Han framträder både i mänsklig form och i form av en fjäril.
Spelarfiguren är en andraårselev på St. Hermelin High. Bland övriga figurer finns Maki Sonomura (園村 麻希 Sonomura Maki?), vars sjukdom har gjort henne förbittrad; Kei Nanjo (南条 圭 Nanjō Kei?), en självsäker arvinge till ett familjeföretag; Yukino Mayuzumi (黛 ゆきの Mayuzumi Yukino?), en före detta gängmedlem; Hidehiko Uesugi (上杉 秀彦 Uesugi Hidehiko?), en man som låtsas vara stark för att dölja sina svagheter; Yuka Ayase (綾瀬 優香 Ayase Yuka?), en flicka som medvetet beter sig som en stereotyp "high school-tjej"; Masao Inaba (稲葉 正男 Inaba Masao?), en bortskämd och rebellisk ung man; och Eriko Kirishima (桐島 英理子 Kirishima Eriko?), en kvinna som är intresserad av ockultism. Antagonisten är Takahisa Kandori (神取 鷹久 Kandori Takahisa?), som driver den lokala SEBEC-anläggningen. I SEBEC-rutten kan spelaren även rekrytera Reiji Kido (城戸 玲司 Kido Reiji?), en student som hyser agg mot Kandori.

### Intrig
Spelet börjar med att huvudpersonen tillsammans med sina klasskamrater Hidehiko, Yuka och Masao leker en lek som kallas "Persona", genom vilken de hoppas kunna se in i framtiden, medan Nanjo och Yukino tittar på. Efter att ha lekt leken ser gruppen en spöklik skepnad, efter vilket huvudpersonen, Masao, Nanjo och Yukino svimmar. Huvudpersonen dras in i Philemons värld; Philemon ger honom förmågan att frammana de olika "själv" som finns inom honom, vilket Philemon kallar "persona". Han varnar huvudpersonen att han snart kommer att behöva använda sin nya kraft. Efter att huvudpersonen, Masao, Nanjo och Yukino vaknar upp besöker de sin klasskamrat Maki som är inlagd på sjukhus. Under deras besök blir Maki sämre; medan de väntar på att få höra vad som händer försvinner helt plötsligt den intensivvårdsavdelning som Maki behandlas vid. Samtidigt anfalls staden av demoner, som är människors "inre mörker" frammanade i fysisk form. Huvudpersonen, Masao, Nanjo och Yukino använder sina personae för att försvara sig från demonerna. De möter Eriko, och beger sig tillsammans till Ayama-helgedomen i Mikage. De möter Makis mor Setsuko, som är sårad efter att ha blivit anfallen av Kandori; Setsuko avslöjar att Kandori är den som har förändrat verkligheten genom att använda maskinen Deva System. Nanjo och Masao beger sig iväg för att konfrontera SEBEC, medan huvudpersonen, Eriko och Yukino tar med sig Setsuko till skolan. Efter detta förgrenas berättelsen i två olika riktningar: den huvudsakliga berättelsen - "SEBEC-rutten" - och den alternativa berättelsen "Snow Queen-rutten".
I SEBEC-rutten bestämmer huvudpersonen sig för att konfrontera SEBEC; Maki, som verkar ha blivit frisk, följer med honom. Nanjo ber huvudpersonen om hjälp med att rädda Masao, som har tillfångatagits av demoner.  Huvudpersonen, Maki och Nanjo räddar honom, men under tiden märker huvudpersonen och Nanjo att Maki saknar vissa minnen, däribland minnet av att ha varit inlagd på sjukhus. Tillsammans med Masao infiltrerar gruppen SEBEC, och konfronterar Kandori inuti Deva System, när en svartklädd flicka vid namn Aki dyker upp. Hon får huvudpersonen, Maki, Nanjo och Masao att förlora medvetandet; de vaknar upp i en värld som är en förskönad kopia av verkligheten. De utforskar världen, tills de ännu en gång hittar och konfronterar Kandori, vars mål var att bli en gudom och att finna en mening med livet. Gruppen slåss mot Kandori; han blir besatt av sin persona Nyarlathotep, men besegras till slut. Innan han dör avslöjar Kandori att den Maki som är med i spelarens grupp är den "idealiserade Maki", en version av Maki som kommer från den verkliga Makis hjärta. Den svartklädda flickan Aki och den vitklädda flickan Mai är också delar av Maki; det förskönade Mikage skapades också av henne, och blev till verklighet genom Deva System. Gruppen övertygar den idealiserade Maki att hjälpa dem att ställa allt till rätta. De räddar den verkliga Makis "själv" från själahavet, den plats där alla människors liv börjar, och konfronterar Pandora, en aspekt av Maki som vill använda Deva System för att förgöra världen. Efter att Pandora har besegrats smälter alla delarna av Maki samman igen, vilket får Mikage att bli återställt och Maki att bli frisk igen. Spelet slutar med att Philemon möter gruppen och gratulerar dem.
I Snow Queen-rutten, som utspelar sig i det verkliga Mikage, utforskar huvudpersonen en vandringssägen som säger att alla som har burit en viss teatermask under skolans teaterklubbs uppföranden av pjäsen "Snödrottningen" har dött. Efter att ha hittat masken möter huvudpersonen Saeko, som sätter på sig masken och blir besatt av en ande som befinner sig inuti den. Saeko fryser ner hela staden, skapar tre torn som vaktas av andarna från de som masken tidigare har dödat, och skapar ett isslott inuti skolan. Huvudpersonen, Yukino, Ayase, Eriko och Hidehiko beger sig iväg för att rädda Saeko. Philemon kontaktar dem och säger att det enda sättet att rädda Saeko är att använda "demonspegeln", som kan få källan till maskens förbannelse att försvinna. Den ande som Saeko är besatt av visar sig vara den före detta St. Hermelin High-studenten Tomomi Fujimori, som blev vanställd av att ha burit masken. Genom att använda spegeln lyckas gruppen frigöra Saeko och ge Tomomis ande frid. Det avslöjas sedan att Tomomi hade kontrollerats av nattens drottning Asura, ett kraftfullt väsen som vill täcka världen av mörker. Spelet slutar med att gruppen besegrar Asura och frigör staden från hennes kraft.

## Utveckling
Revelations: Persona utvecklades av Atlus till Playstation. Megami Tensei-seriens producent och figurdesigner, Cozy Okada respektive Kazuma Kaneko, fyllde dessa roller även i Revelations: Persona. Spelets författare, Tadashi Satomi, var en ny medlem i utvecklingsteamet.
Utvecklingen började år 1994, efter att spelet Shin Megami Tensei if... hade givits ut. High school-miljön i If... uppskattades när spelet gavs ut, så Atlus bestämde sig för att skapa en spelserie med fokus på inre svårigheter hos unga vuxna. Konceptet blev grunden för Persona; fokuset på människans själ har återkommit i resten av spelen i Persona-serien. Titeln "Megami Ibunroku" valdes för att visa på spelets status som en spin-off från Megami Tensei-serien, men användes inte i senare Persona-spel. Spelsystemet med personae inspirerades av guardian-systemet i If..., som ursprungligen utformades av Katsura Hashino, som senare skulle komma att bli regissör för Persona-serien.  Manuset tog omkring ett år att skriva, och gick genom omkring tjugo olika versioner innan det färdigställdes. I den första versionen åkte huvudpersonerna på en klassresa och blev inblandade i en rad mystiska händelser. Shigenori Soejima, som senare skulle komma att bli Persona-seriens figurdesigner, designade några bifigurer till spelet och färglade omslaget samt reklammaterial till spelet. Huvudidén bakom Persona var att skapa ett Megami Tensei-spel som även personer som inte har spelat tidigare spel kan tycka om. Populariteten hos casual-spel på Playstation var en stor anledningen till att de fattade det här beslutet. På grund av utvecklingsteamets fokus på Persona avstannade utvecklingen av Shin Megami Tensei III: Nocturne nästan helt.

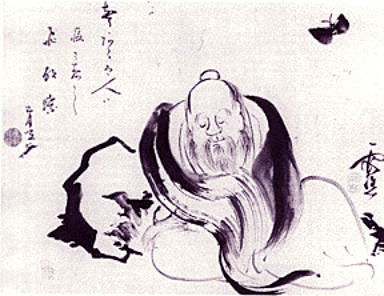
Philemons design baserades på den kinesiske filosofen Zhuang Zi.

Kaneko baserade huvudfigurernas design på kända personer, fiktiva figurer och Atlus-personal. Då figurerna hade samma skoluniform på sig underlättades arbetet med att designa dem som en grupp, men det fick också dem att se likadana ut; för motverka detta lade Kaneko till accessoarer som uttryck för deras individualitet. Figuren Philemon baserades på Carl Gustav Jungs arketyp "den gamle mannen", medan hans utseende baserades på målningar föreställande den kinesiske filosofen Zhuang Zi. Flera concept och termer i spelet baserades på jungiansk psykologi och jungianska arketyper. En viktig plats i spelet, Velvet Room, baserades på den svarta logen i TV-serien Twin Peaks. En av de figurer som Kaneko fokuserade på var Maki, som framtäder i flera olika skepnader under berättelsens gång. De versioner som han designade först var den verkliga Maki och den "idealiserade Maki". Efter detta designade han den svartklädda Aki och den vitklädda Mai, som i berättelsen skapades när Makis personlighet delades upp; de representerar hennes extrema sidor. Den verkliga Maki representerar balans, och därför gjordes hennes kläder gråa; på grund av detta blev även skoluniformen grå. Kaneko gav henne en rosett för att representera hennes flickaktighet och en medaljong som hon tror kan uppfylla önskningar; detta för att representera hennes psykologiska omognad.

### Porteringar och lokalisering
Efter Playstation-versionen gavs ut porterades och släpptes spelet till Microsoft Windows av ASCII Corporation. Det är kompatibelt med versionerna Windows 95 och Windows 98. En version till Playstation Portable utvecklades sedan. Den här versionen regisserades av en originalversionens kompositörer, Shōji Meguro; detta var Meguros första projekt där han var regissör. Anledningen att Atlus valde att utveckla Playstation Portable-versionen var att Persona-seriens skara fans hade vuxit mycket i och med Persona 3 och 4, så de ville göra det lättare för nykomlingar till serien att kunna spela det första spelet. Spelet justerades något i Playstation Portable-versionen; det lades bland annat till möjligheten att ställa in spelets svårighetsgrad. Dessutom inkluderar den här versionen animerade videoklipp, producerade av animationsstudion Kamikaze Douga. Klippen är röstskådespelade, medan resten av spelets dialog liksom i originalversionen är textbaserad.
Revelations: Persona var det första datorrollspelet i Megami Tensei-serien som gavs ut i västvärlden; det allra första Megami Tensei-spelet som kom ut i väst var actionspelet Jack Bros. år 1995. Då huvudserien inom Megami Tensei använder sig av element från kristendom ansågs den på den tiden vara opassande och lokaliserades därför inte för marknader utanför Japan, medan Revelations: Persona ansågs vara mer acceptabel. Spelet lokaliserades av Atlus nordamerikanska avdelning Atlus USA, som på den tiden var nyöppnat. Persona valdes ut som en spelserie som skulle kunna hjälpa till att definiera företaget och som skulle kunna konkurrera med spelserier såsom Final Fantasy, Suikoden och Breath of Fire. Det team som lokaliserade Revelations: Persona var litet, vilket försvårade projektet: det fanns mycket text att översätta, och flera japanska element bedömdes behöva ändras då Atlus USA fruktade att det skulle kunna främmandegöra västerländska spelare. Bland annat förändrade de spelets huvudpersons frisyr, flera figurers etnicitet, namn på figurer och platser, samt flera delar av spelets dialog. Dessutom var inte Snow Queen-rutten längre tillgänglig i den lokaliserade versionen, utan bara SEBEC-rutten.
Lokaliseringen av Playstation Portable-versionen liknade den lokalisering som gjordes för Persona 3 och 4, med dialog som håller sig så nära originalet som möjligt förutom vissa referenser till japansk kultur, och som efterliknar talspråk hos moderna ungdomar. Som referensmaterial spelade lokaliseringsteamet genom originalversionen av Revelations: Persona. De förändringar som hade gjorts av figurers namn och utseende återställdes till så som de var i den japanska utgåvan; viss lokaliserad dialog som hade blivit populär bland spelare behölls dock så som den var i den första lokaliserade versionen. Snow Queen-rutten gjordes också tillgänglig.

## Mottagande
Den japanska speltidningen Famitsu uppskattade spelets miljö och handling, samt hur spelmekanik från Megami Tensei hade integrerats med nya funktioner.

### Försäljning
Vid slutet av 1996 var spelet årets 21:e bäst säljande datorspel i Japan, med 391 556 sålda exemplar. Den nordamerikanska Playstation-versionen beskrevs år 1997 som en "sleeper hit". Playstation Portable-versionen var en stor succé: Atlus hade förväntat sig att 50 000 respektive 35 000 exemplar skulle säljas i Japan och Nordamerika, men lyckades sälja 160 000 respektive 49 000 exemplar i de två regionerna.

## Musik
Spelets musik komponerades av Hidehito Aoki, Ken'ichi Tsuchiya, Misaki Okibe och Shōji Meguro. Soundtrack-albumet Persona Be Your True Mind Original Soundtrack gavs ut av Atlus den 17 juni 1999. Megami Ibunroku Persona Original Soundtrack & Arrange Album, ett album som både innehåller både nya arrangemang och musiken så som den låter i spelet, gavs ut av First Smile Entertainment den 18 april 1999.
| 1.  | Kandori's Theme - Silence                       | 2:05 |
| 2.  | Philemon Movie - Sebec Chapter 1                | 0:53 |
| 3.  | Maki's Theme - Bright                           | 0:53 |
| 4.  | Dungeon - Police Station                        | 2:52 |
| 5.  | Mark's Theme                                    | 1:03 |
| 6.  | Dungeon - Abandoned Factory Underground Passage | 2:20 |
| 7.  | Dungeon - Sebec Above Ground                    | 2:51 |
| 8.  | Dungeon - Sebec Underground Research Lab        | 3:36 |
| 9.  | Kandori's Theme - Ambition                      | 1:30 |
| 10. | Dimension Road                                  | 0:18 |
| 11. | Aki's Theme                                     | 1:10 |
| 12. | City 2 Disaster                                 | 1:56 |
| 13. | Dungeon - Ruins                                 | 2:34 |
| 14. | Philemon Movie - Sebec Chapter 2                | 1:10 |
| 15. | City 2                                          | 1:47 |
| 16. | Dungeon - Black Market                          | 2:04 |
| 17. | Bar Attacked by Harem Queen                     | 1:39 |
| 18. | Dungeon - Karma Palace                          | 3:54 |
| 19. | Shadow - Serius                                 | 2:18 |
| 20. | Mai's Theme                                     | 1:36 |
| 21. | Dungeon - House                                 | 0:52 |
| 22. | Deva-Yuga Appears                               | 0:28 |
| 23. | Kandori's Theme - Sorrow                        | 2:11 |
| 24. | View of Deva-Yuga Beyond Dimension Road         | 0:13 |
| 25. | Dungeon - Deva-Yuga                             | 2:51 |
| 26. | Lapse of the Distaizer                          | 0:27 |
| 27. | Reji's Theme                                    | 1:46 |
| 28. | Philemon Movie - Sebec Chapter 3                | 0:57 |
| 29. | Soap Bubble of Consciousness                    | 0:15 |
| 30. | Maki's Theme - Sad                              | 2:25 |
| 31. | Dungeon - Pandora's Den (Deepmost Area)         | 2:14 |
| 32. | Encounter with Pandora                          | 1:23 |
| 33. | Pandora Enters                                  | 0:22 |
| 34. | Battle - Pandora                                | 3:11 |
| 35. | Philemon Movie - Sebec Chapter 4                | 1:26 |
| 36. | Sebec Chapter Good Ending                       | 6:10 |
| 37. | Sebec Chapter Bad Ending 2                      | 3:08 |

| 1.  | School Infirmiary (Former Dungeon - Saeko-Sensei) | 1:52 |
| 2.  | Yukino's Theme                                    | 2:02 |
| 3.  | Frozen School                                     | 0:30 |
| 4.  | Snow Queen's Theme - Main                         | 1:31 |
| 5.  | Philemon Movie - Ice Queen Chapter 1              | 0:58 |
| 6.  | Ice Castle                                        | 0:20 |
| 7.  | Dungeon - Ice Castle                              | 2:12 |
| 8.  | Frozen Shut Door                                  | 1:15 |
| 9.  | Dungeon - Former Ice Castle                       | 2:22 |
| 10. | Conversation - Generic 1                          | 0:42 |
| 11. | Toro Confesses to Ayase                           | 1:08 |
| 12. | Snow Queen's Theme - Violent                      | 1:59 |
| 13. | Consciousness                                     | 1:29 |
| 14. | Entering Hypnos Tower                             | 0:16 |
| 15. | Dungeon - Hypnos Tower                            | 3:00 |
| 16. | Normal Battle                                     | 1:12 |
| 17. | Spring of Restoration                             | 0:38 |
| 18. | Philemon Movie - Snow Queen Chapter 2             | 0:58 |
| 19. | Dungeon - Reverse Dream World                     | 2:04 |
| 20. | Theme of Nemurin Love                             | 1:55 |
| 21. | Entering Nemesis Tower                            | 0:18 |
| 22. | Dungeon - Nemesis Tower                           | 2:41 |
| 23. | Snow Queen's Theme - Sad                          | 1:42 |
| 24. | Conversation - Generic 2                          | 0:47 |
| 25. | Entering Devil's Mountain                         | 0:16 |
| 26. | Dungeon - Devil's Mountain                        | 2:43 |
| 27. | Time Count Event (Unused)                         | 1:39 |
| 28. | Mystery                                           | 1:19 |
| 29. | Entering Thantos Tower                            | 0:15 |
| 30. | Thantos Tower                                     | 3:08 |
| 31. | Saeko-Sensei's Theme                              | 2:30 |
| 32. | Asura Queen Enters                                | 0:22 |
| 33. | Battle - Queen of the Night                       | 3:42 |
| 34. | Snow Queen Chapter Bad Ending 1                   | 0:28 |
| 35. | Restored School                                   | 0:29 |
| 36. | Last Event                                        | 2:10 |
| 37. | Snow Queen Chapter Good Ending                    | 5:09 |
| 38. | Snow Queen Chapter Bad Ending 2                   | 3:21 |

| 1.  | Opening                                        | 2:21 |
| 2.  | Daydream 1                                     | 0:36 |
| 3.  | Daydream 2                                     | 0:36 |
| 4.  | Name Entry                                     | 0:53 |
| 5.  | Elly's Theme                                   | 1:36 |
| 6.  | Dungeon - School (After School)                | 1:25 |
| 7.  | Nanjo's Theme                                  | 0:58 |
| 8.  | City 1 Tranquility                             | 0:50 |
| 9.  | Dungeon - City 1 Shopping District (East Exit) | 2:12 |
| 10. | Casino                                         | 1:12 |
| 11. | Convenience Store                              | 1:01 |
| 12. | City 1 & 2 Shopping District (West Exit)       | 2:11 |
| 13. | Boutique                                       | 1:09 |
| 14. | Satomi Tadashi Drugstore Song                  | 0:59 |
| 15. | Fast Food                                      | 1:12 |
| 16. | Sennen-Mannen Hall                             | 0:41 |
| 17. | Doctor                                         | 1:04 |
| 18. | Battle - Hospital Before the Disaster          | 2:22 |
| 19. | Generic BGM-B                                  | 1:19 |
| 20. | Battle - Awakening                             | 1:25 |
| 21. | Dungeon - Hospital After the Disaster          | 2:04 |
| 22. | City 1 After the Disaster                      | 1:49 |
| 23. | Shrine (Philemon's Voice)                      | 2:53 |
| 24. | Agastia Tree                                   | 1:29 |
| 25. | Dungeon - City 1 School Revisited              | 2:39 |
| 26. | Battle - Mid-Boss                              | 2:18 |
| 27. | The Cave Behind the Gym                        | 0:48 |
| 28. | Brown's Theme                                  | 1:31 |
| 29. | Battle - Thesso                                | 1:56 |
| 30. | Ayase's Theme                                  | 0:57 |
| 31. | Velvet Room                                    | 2:06 |
| 32. | Velvet Room - Fusion Scene                     | 0:41 |
| 33. | Sebec Chapter Bad Ending 1                     | 0:42 |
| 34. | Maki's Theme - Loneliness                      | 1:20 |

| 1. | Maya's Theme                                 | 2:24 |
| 2. | Dungeon - No. 1                              | 2:28 |
| 3. | Foolish Boss Theme                           | 1:31 |
| 4. | Satomi Tadashi Drugstore Song - Ore Version  | 1:25 |
| 5. | Satomi Tadashi Drugstore Song - JAZZ Version | 1:58 |

| 1.  | Persona (Arrange Version)                                                  | 3:27 |
| 2.  | Deva-Yuga (Arrange Version)                                                | 3:32 |
| 3.  | Aria of the Soul (Arrange Version)                                         | 4:48 |
| 4.  | Transitory Butterfly (Pandora Battle)                                      | 3:12 |
| 5.  | Touching Unhappiness (Dungeon - Sebec Underground Research Lab)            | 4:12 |
| 6.  | Reiji (Reiji's Theme)                                                      | 1:56 |
| 7.  | A Girl at the Window (Battle - Hospital Before the Disaster                | 2:25 |
| 8.  | Awakening Legend (Battle - Awakening)                                      | 1:33 |
| 9.  | Maki (Maki's Theme - Bright)                                               | 0:58 |
| 10. | No. 1 (Dungeon - No. 1)                                                    | 1:00 |
| 11. | Cheerful Shopping District (Dungeon - City 1 Shopping District East Exit)  | 2:13 |
| 12. | Toy & Joy (Toro Confesses to Ayase)                                        | 1:13 |
| 13. | Child Abuse                                                                | 0:57 |
| 14. | AIAI Shopping (City 1 & 2 Shopping District West Exit)                     | 2:12 |
| 15. | Thousands of Miles of Moles (Dungeon - Kama Police)                        | 3:12 |
| 16. | Silence Before... (Kandori's Theme - Silence)                              | 2:15 |
| 17. | Dark Shopping District (Dungeon - Black Market)                            | 2:06 |
| 18. | Electrical Energy Travel (Dungeon - Abandoned Factory Underground Passage) | 4:34 |
| 19. | Mark (Mark's Theme)                                                        | 1:06 |
| 20. | Black Kid (Aki's Theme)                                                    | 1:06 |
| 21. | Sebec City (Dungeon - Sebec Above Ground)                                  | 2:19 |
| 22. | Remembrance (Maki's Theme - Sad)                                           | 2:10 |
| 23. | Kandori (Kandori's Theme - Sorrow)                                         | 2:15 |
| 24. | Deva-Yuga (Dungeon - Deva Yuga)                                            | 2:55 |
| 25. | Aria of the Soul (Sebek Chapter Good Ending)                               | 6:09 |
| 26. | Persona (Sebec Chapter Bad Ending 2)                                       | 3:14 |

| 1.  | Snow Queen (Arrange Version)                              | 3:57 |
| 2.  | Satomi Tadashi Drugstore Song (Arrange Version)           | 2:43 |
| 3.  | Battle (Arrange Version)                                  | 4:25 |
| 4.  | Snow Queen (Snow Queen's Theme - Main)                    | 3:46 |
| 5.  | High School (Dungeon - School)                            | 1:28 |
| 6.  | Brown (Brown's Theme)                                     | 1:42 |
| 7.  | Night Cries of the Forest (Dungeon - Devil's Mountain)    | 2:43 |
| 8.  | Ayase (Ayase's Theme)                                     | 0:58 |
| 9.  | Between Life and Death (Battle - Mid-Boss)                | 3:15 |
| 10. | Satomi Tadashi Drugstore Song                             | 1:03 |
| 11. | Saeko (Theme of Nemurin Love)                             | 2:39 |
| 12. | Majin... Forever (Dungeon - Hypnos Tower)                 | 2:29 |
| 13. | Elly (Elly's Theme)                                       | 1:42 |
| 14. | Funky Music (Sennen-Mannen Hall)                          | 0:47 |
| 15. | A Dense Forest...?                                        | 1:40 |
| 16. | Invasion (Dungeon - Nemesis Tower)                        | 2:13 |
| 17. | Quiet Time (Last Event)                                   | 2:07 |
| 18. | Battle (Normal Battle)                                    | 1:16 |
| 19. | Monochrome                                                | 3:05 |
| 20. | Rosa Candira (Boutique)                                   | 1:13 |
| 21. | Frozen Heart                                              | 2:18 |
| 22. | Praise the Devil                                          | 2:44 |
| 23. | Black Snow                                                | 5:00 |
| 24. | Queen of the Night (Battle - Queen of the Night)          | 1:38 |
| 25. | Snow Story (Snow Queen's Theme - Violent)                 | 2:04 |
| 26. | Recollection - Departure (Snow Queen Chapter Good Ending) | 5:10 |

| 1. | Character Voice Compilation | 13:04 |

### Fotnoter
1. ↑  "Ms. Smith" i Revelations-versionen.
2. ↑  "Mary" i Revelations-versionen.
3. ↑  "Nate Trinity" i Revelations-versionen.
4. ↑  "Yuki" i Revelations-versionen.
5. ↑  "Brad" i Revelations-versionen.
6. ↑  "Alana" i Revelations-versionen.
7. ↑  "Mark" i Revelations-versionen
8. ↑  "Ellen" i Revelations-versionen.
9. ↑  "Guido Sardenia" i Revelations-versionen.
10. ↑  "Chris" i Revelations-versionen.